# Peter-Lukas Graf
Peter-Lukas Graf (né le 5 janvier 1929) est un flûtiste suisse.

## Biographie
Peter-Lukas Graf commence l'instrument très jeune et se produit en concert dès ses treize ans. Il est d'abord élève de André Jaunet à Zurich, puis, après sa maturité (baccalauréat), à Paris suit les cours de Marcel Moyse et Roger Cortet au Conservatoire de Paris. Il obtint le premier prix de flûte en 1949 et le diplôme de direction, chez Eugène Bigot en 1950. Il gagne le premier prix au concours international de la chaîne de télévision ARD à Munich (1953) et le Prix Bablock du H. Cohen International Music Award à Londres.
Entre 1950 et 1956, il remplace Aurèle Nicolet à l'Orchestre de Wintertur. Et occupe le pupitre à l'orchestre du Festival de Lucerne, dont il est le plus jeune soliste. Il joue sous la direction de Furtwängler, Klemperer, Clemens Krauss, Joseph Keilberth. Dans les années 1950, il effectue une série de tournées Européennes avec Edwin Fischer et Günther Ranim, et enregistre ses premiers disques. De 1961 à 1966, il occupe le poste de chef d'orchestre du Théâtre municipal de Lucerne.
À partir de 1973, il enseigne la flûte à l'académie de musique de Bâle et vit à Binningen. Il se produit avec l'Academy of St Martin in the Fields et le festival des cordes de Lucerne.
Peter-Lukas Graf est le créateur du Quatuor avec flûte, op. 85 (1989) de Gottfried von Einem.

## Ouvrages
- Interpretation – Grundregeln zur Melodiegestaltung. Schott, 1996.
- Backstage : über Musik, die Flöte und das Leben. Schott, 2020, 72 p.  (OCLC 1257241702)

## Discographie
Peter-Lukas Graf a enregistré principalement pour le label Claves Records et ponctuellement pour Albany Music, Bayer Records, Divox, Jecklin, Telos Music, Tudor, Urania et chez Brilliant Classics.

### Flûte seule
- Bach, Berio, Varèse, Kazuo Fukushima, CPE Bach, Marais, Karg-Elert, etc. (1973, Claves 50-8005) (OCLC 21799618 et 1184039245)
- Peter Mieg, Les plaisirs de Rued (Claves P 610)
- Heiner Reitz, (Vol.II) 12 Caprices (Telos Music TLS 026)

### Duos
Flûte et clavier
- Bach, Sonates pour flûte et clavecin, BWV 1030-1035 – Peter Lukas Graf, flûte ; Jörg Ewald Dähler, clavecin ; Manfred Sax, basson (1986, Claves CD 50-0401) (OCLC 806958964)
- Bach, Sonates pour flûte et clavecin (Jecklin 4400/1-2)
- Haendel, Sonates pour flûte et clavecin (Claves 50-0238)
- Rossini, Spohr, Fauré, Paganini : Œuvres flûte et harpe – Peter-Lukas Graf, flûte ; Ursula Holliger, harpe (1988, Claves CD 0708)
- Bach, Sonates pour flûte et clavecin, BWV 1030, 1032, 1034, 1035 ; Partita pour flûte seule BWV 1013 – Peter-Lukas Graf, flûte ; Aglaia Graf, piano (27-30 septembre 2005, Claves) (OCLC 86079225)

flûte et piano
- Bach, Sonates (Claves 50-2511)
- Kuhlau, Sonates, op. 64 et 85 ; Fantaisie pour flûte seule – Zsuzsanna Sirokay, piano (mai 1986, Claves 50-8705) (OCLC 20310297)
- Joplin, Ragtimes – Gérard Wyss, piano (1987, Claves 50-8715) (OCLC 21801101)
- Czerny, Kuhlau, Molique, Ries : Flûte virtuose –  Zsuzsanna Sirokay, piano (1987, Jecklin 577) (OCLC 45548212)
- Chaminade, Hüe, Gaubert Joueurs de flûte – Michio Kobayashi (ja), piano (1989, Claves 50-0704) (OCLC 21590963 et 1150005686)
- Reinecke, Milhaud, Hindemith, Frank Martin, Prokofiev, Classiques pour flûte, vol. 2 – Bernd Glemser, piano (9-12 décembre 1992, Claves 50-9307) (OCLC 32838229 et 173206928)
- Schubert, Widor, Martinů, Poulenc, Classiques pour flûte, vol. 1 – Bernd Glemser (en), piano (1992, Claves 50-9306) (OCLC 32603140)

Flûte et guitare
- Bach, Schubert, Mozart, Transcriptions (Claves 50-9705)
- Bach, Chopin, Ibert, Mozart, Ravel, Villa-Lobos, Miniatures – Konrad Ragossnig (en), guitare (avril 1986, Claves 50-2013) (OCLC 51746723)
- Encores : Bach, CPE Bach, Paganini, Gossec, Mozart, Chopin, Scott Joplin, Tchaïkovski, Villa-Lobos, Ibert, Ravel, Khatchaturian –  Konrad Ragossnig, guitare (avril 1986, Bayer) (OCLC 26890179)
- Carulli, Six Sérénades, op. 109 — Konrad Ragossnig, guitare (1983, Claves 50-8304) (OCLC 873114603)
- Giuliani, Carulli, Ibert, Ravel, Burkhard (Claves 50-0408)

Flûte et harpe
- Rossini, Donizetti, Spohr, Paganini, Fauré, Lauber, Duos – Ursula Holliger, harpe (1977, Claves 50-0708) (OCLC 925609984)
- Debussy, Sonate no 2 ; Ravel, Introducion et Allegro (Claves 50-0280)
- Peter Mieg, Morceau élégant (Claves P 610 / Jecklin Edition JS 314-2)

### Musique de chambre
- Bach, Haendel, Rameau, A. Scarlatti, Frank Martin, Ravel et Albert Roussel, Récital de mélodies – Kathrin Graf, soprano ; Peter-Lukas Graf, flûte ; Raffaele Alwegg, violoncelle ; Michio Kobayashi, clavecin et piano (1976, Claves 50-0604) (OCLC 37832014 et 658979954)
- Reger, Sérénade pour flûte, violon et alto, op. 77 et 141a – Peter-Lukas Graf, flûte ; Sándor Végh, violon ; Rainer Moog, alto (1980, Claves Record 50-8104)
- Peter Mieg, Quintuor pour flûte, 2 violons, violoncelle et clavecin (Claves P 610)
- Krommer, Quatuors avec flûte, op. 17, 92, 93 – Trio Carmina : Matthias Enderle, violon ; Wendy Champney, alto ; Stephan Goerner, violoncelle (avril 1986, Claves 50-8708) (OCLC 21147945)
- Haydn, Trios pour piano, violon (ou flûte) et violoncelle nos 28, 29, 30 – Jörg Ewald Dähler, pianoforte ; Peter-Lukas Graf, flûte ; Claude Starck (de), violoncelle (Claves)
- Beethoven, Sonate en trio WoO 37, Sérénade en ré majeur op. 25, pour flûte, violon et alto (1988, Claves 50-8403) (OCLC 1085346764)
- Mozart, Quatuors avec flûte, K. 285, 285a, 285b et 298 – Quatuor Carmina (7-9 janvier 1988, Claves 50-9014) (OCLC 759874708)
- Mozart, Quatuors avec flûte (Ex Libris CD-6087)
- Rossini, Quatuors avec flûte (nos 1, 2, 4, 6) (Claves 50-8608)
- Bach, L'Offrande musicale (Claves 50-0198)
- Bach, Haendel, Quantz, Couperin, Vivaldi et Lotti : Musique de chambre Baroque pour flûte, hautbois et clavecin – Jörg Ewald Dähler, piano ; Peter-Lukas Graf, flûte ; Ingo Goritzki, hautbois ; Johannes Goritzki, violoncelle (1987, Claves 50-0404) (OCLC 225409587)
- Castiglioni, Gymel (1960) pour flûte et piano – Tuija Hakkila, piano (décembre 1991, Divox CDX-20802) — Avec L'Œuvre pour hautbois (Omar Zoboli, hautbois ; Quintette Arnold ; Orchestre de la Suisse italienne)
- Briccialdi, WF. Bach (Duos pour flûtes) ; Bach, Kuhlau, Doppler (Trios, 2 flûte et piano) – Peter-Lukas Graf, Gaby Pas-van Riet, flûtes ; Bruno Canino, piano (17-18 avril 2000, Claves 50-2006) (OCLC 52568563 et 1184053167)
- Henri Gagnebin, Trio, op. 46 ; Joseph Lauber, Trio ; Sonate pour flûte et piano, op. 4 no 1 ; Trois humoresques pour flûte, op. 52 – Peter-Lukas Graf, flûte ; Thomas Wicky, violon ; Carlos Gil-Gonzalo, piano (septembre 2017, VDE-Gallo) (OCLC 1078444735) De la Suisse centrale à Genève.

### Flûte et orchestre
- Cimarosa*, Gluck, Concerto pour deux flûtes ; Concerto pour flûte – Peter-Lukas Graf et George Guéneux*, flûtes ; Orchestre de chambre de Zurich, dir. Räto Tschupp (1964, Urania) (OCLC 223849629)
- Flauto traverso obbligato! : Bach, Solos extraits des cantates – Peter-Lukas Graf, flûte ; solistes et le Bach-Collegium Stuttgart, dir. Helmuth Rilling (1971–1984, 2 CD Hänssler) (OCLC 1108338528)
- Cimarosa*, Gluck, Boccherini (Pokorny) – 	Peter-Lukas Graf, Georges Guéneux*, flûtes ; Camerata Zürich, dir. Räto Tschupp (1986, Jecklin 506-2) (OCLC 22414159)
- Devienne, Ibert – English Chamber Orchestra, dir. Raymond Leppard (novembre 1979/octobre 1975, Claves 50-501) (OCLC 83573790 et 1150011469) — Avec le premier Concerto pour violoncelle de Camille Saint-Saëns (Claude Starck, violoncelle ; direction Peter-Lukas Graf)
- Quantz, Stamitz, Stalder (de)*, Concertos – Orchestre de chambre de Zurich, dir. Edmond de Stoutz ; Orchestre de chambre Wurttemberg, dir. Jorg Faerber (en)* (1978/1983, Claves 50-808-9 / Brilliant Classics 99745/4) (OCLC 1145606585 et 54484514)
- Krommer, Concertos pour flûte, op. 30 et 65 ; Concerto pour hautbois – Heinz Holliger*, hautbois ; English Chamber Orchestra (décembre 1981, Claves 50-8203) (OCLC 22329609) — Grand Prix International du disque Charles-Cros.
- Mozart – English Chamber Orchestra, dir. Raymond Leppard (Claves 50-8505 / Brillant Classics) (OCLC 811786748 et 70141647)
- Mozart, Concerto pour flûte et harpe – English Chamber Orchestra, dir. Raymond Leppard (Claves 50-0208 / Brillant Classics) (OCLC 811786748 et 70141647)
- Reinecke, Reissiger : Concertos romantique pour flûte – Orchestre symphonique SWR de la radio de Stuttgart, dir. Bernhard Gueller et Pinchas Steinberg (1984, Claves 50-2108) (OCLC 872691665)
- Concertos italiens : Pergolese, Piccinni, Mercadante, Boccherini (G. 489) – Orchestra da Camera di Padova e del Veneto, dir. Bruno Giuranna (1-3 octobre 1990, Claves 50-9103 / Brilliant Classics 99745/5) (OCLC 872361310 et 54484516)
- Vivaldi (Claves 50-8807)
- Krommer, Sinfonia concertante pour flûte, clarinette et violon (Tudor 757)

## Honneur
L'astéroïde (5856) Peluk est nommé en son honneur.